# Malacoscylus xanthotaenius
Malacoscylus xanthotaenius är en skalbaggsart som först beskrevs av Bates 1881.  Malacoscylus xanthotaenius ingår i släktet Malacoscylus och familjen långhorningar. Inga underarter finns listade i Catalogue of Life.